# 波帕斯納
波帕斯納（羅馬化：Popasna），又按俄语名译为波帕斯納亞（羅馬化：Popasnaya），是乌克兰东部盧甘斯克州北顿涅茨克区波帕斯纳市镇内的城市及该市镇的行政中心，乌克兰行政区划改革前为波帕斯納區的行政中心。該市距離首府卢甘斯克85公里，始建於1878年，面積29平方公里，海拔高度244米，2022年人口数量为19,199人。

## 历史
第二次世界大战期间的1941-1943年，納粹德國在當地設立了一座监狱。
1979年3月，當地出版了一份本地报纸。
2014年6月19日，乌克兰军队从頓巴斯親俄武裝手中夺回了该市。7月8日，亲俄武装又控制了该市。7月22日，顿巴斯营再度从亲俄武装手中夺回了该市。
2022年俄羅斯入侵烏克蘭期间，该市再度成为俄罗斯军队的攻击目标。5月8日，卢甘斯克州州长谢尔盖·盖达伊证实，乌克兰军队已从该市撤退。俄罗斯车臣共和国领导人拉姆赞·卡德罗夫表示，他的部队已控制了该市的大部分地区。

## 图集

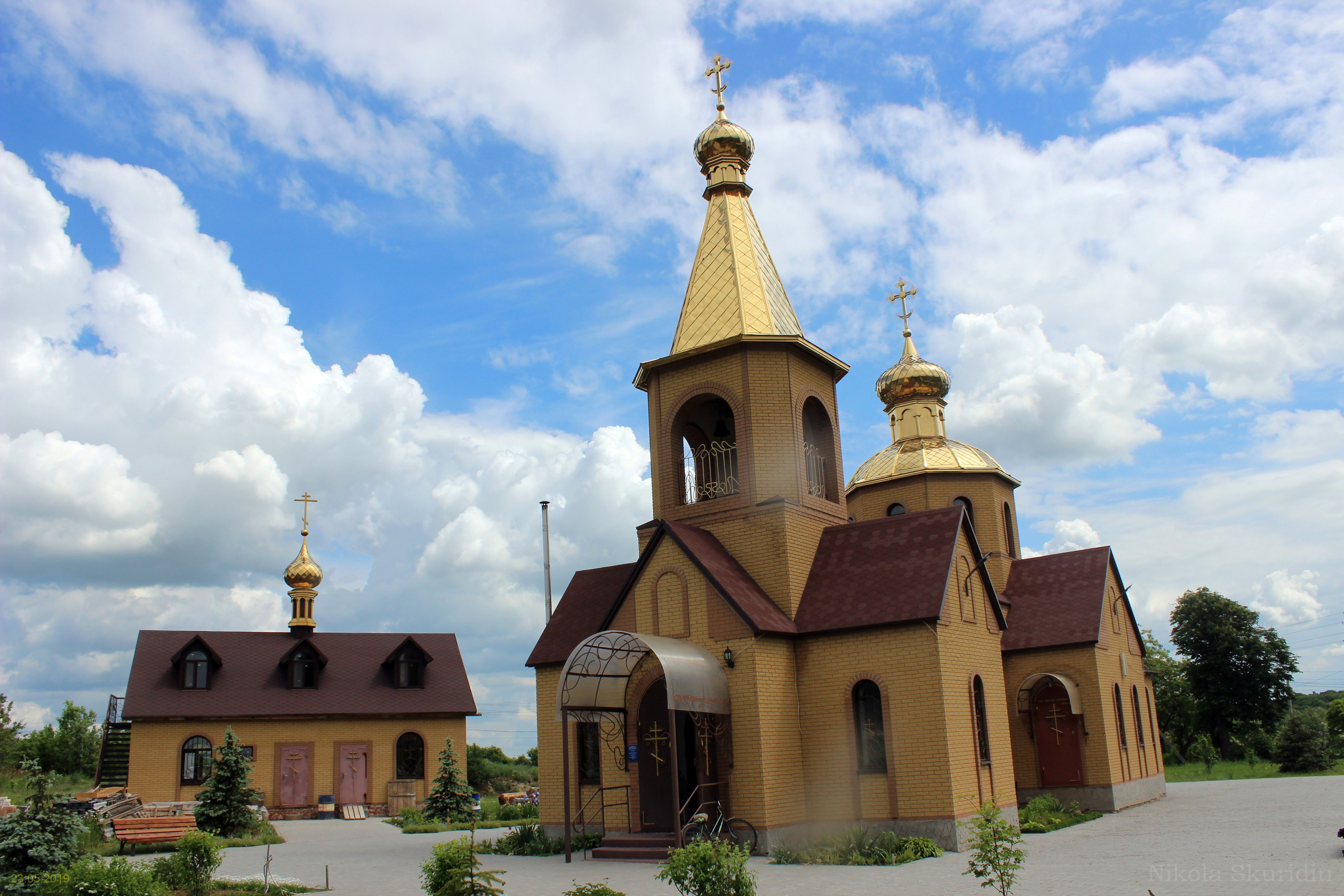
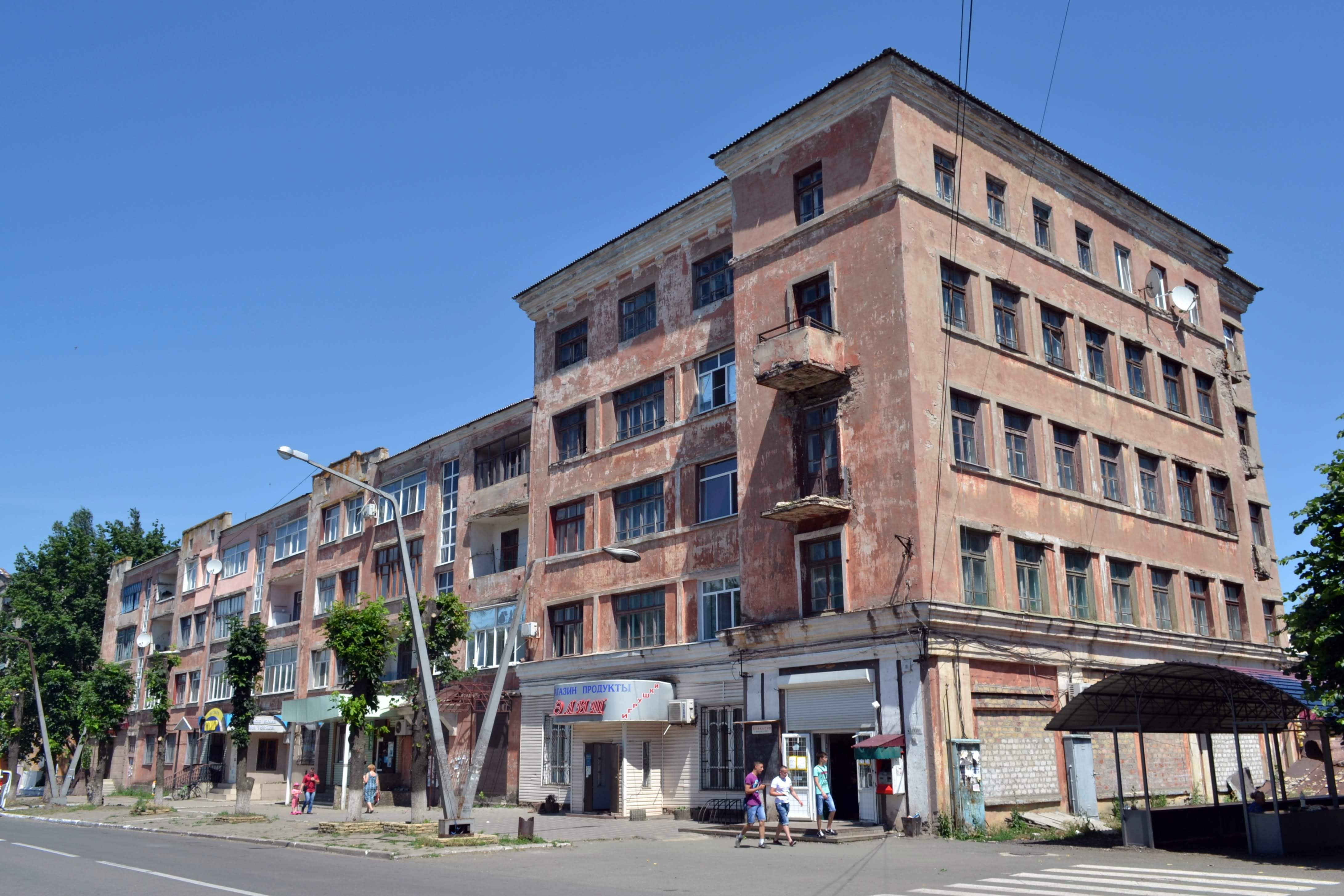
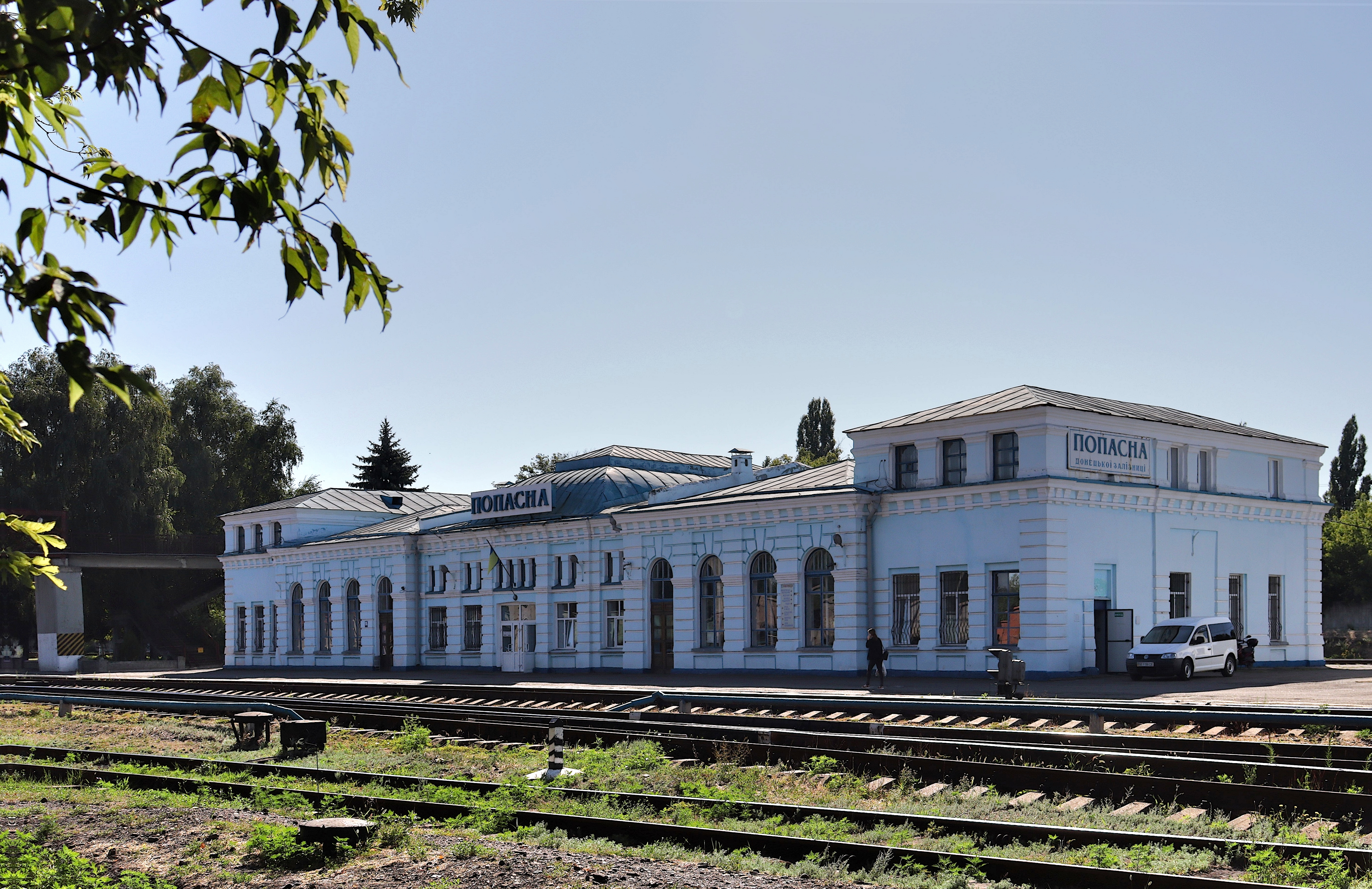
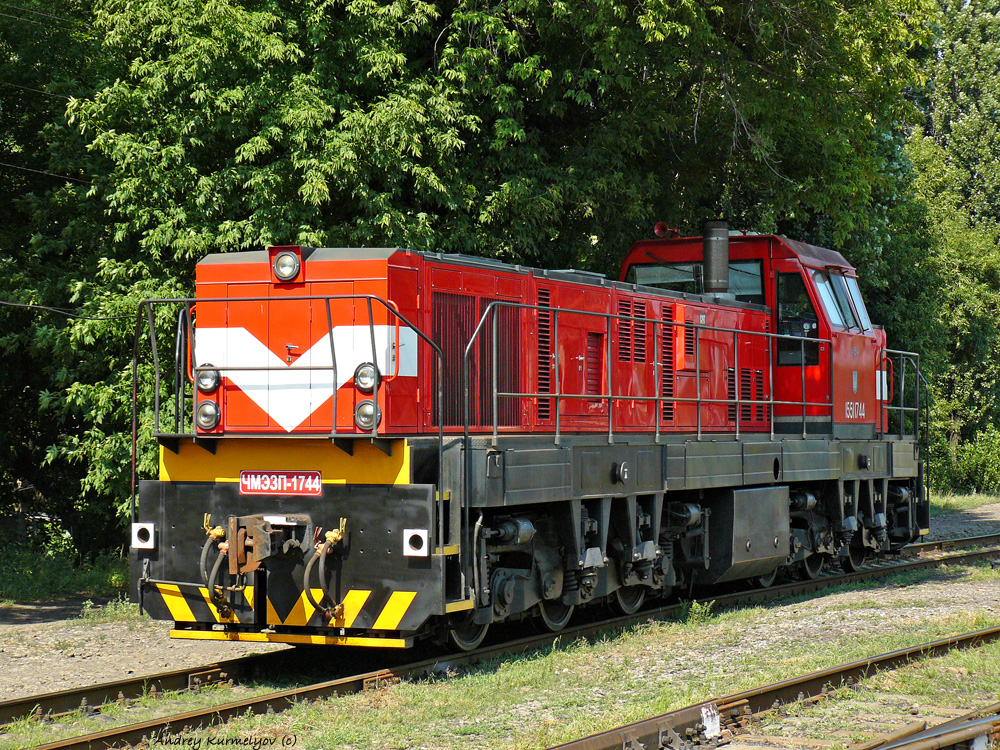

## 來源
1. ↑  . 烏克蘭總統辦公室. 2023-04-07  [2023-06-09]. （原始内容存档于2023-06-09） （乌克兰语）.
2. ↑  .   [2024-10-25]. （原始内容存档于2025-01-14）.
3. ↑  周定国 (编). . . 北京: 中国对外翻译出版公司: 770. 2007. ISBN 978-7-500-10753-8. OCLC 885528603. OL 23943703M. NLC 003756704 （中文（中国大陆））.
4. ↑  李夜; 周俊英 (编). . . 北京: 商务印书馆: 652. 1999-08. ISBN 978-7-100-02651-2. OCLC 1054273558. NLC 000018054.（简体中文）
5. ↑   (PDF). 乌克兰国家统计局.   [2023-01-07]. （原始内容存档 (PDF)于2022-07-04） （乌克兰语及英语）.
6. ↑  . Bundesarchiv.de.   [2022-04-09]. （原始内容存档于2022-04-10） （德语）.
7. ↑  № 2923. Знамя Октября // Летопись периодических и продолжающихся изданий СССР 1986 - 1990. Часть 2. Газеты. М., «Книжная палата», 1994. стр.382
8. ↑  (19 June 2014). Ukraine rebels speak of heavy losses in battle against government troops （页面存档备份，存于）, Reuters
（烏克蘭語） In the National Security Council said that the border is still a hole （页面存档备份，存于）, 乌克兰真理报 (20 June 2014)
9. ↑  Ukraine Moves to Destroy Rebel Bases in East, Ruling Out Cease-Fire （页面存档备份，存于）, 彭博新聞社 (8 July 2014)
10. ↑  （烏克蘭語） Luhansk terrorists arranged himself a new headquarters in Popasna （页面存档备份，存于）, 乌克兰真理报 (9 July 2014)
11. ↑  We Can Win After All （页面存档备份，存于）, The Ukrainian Week (6 August 2015)
12. ↑  （烏克蘭語） Popasna released, there hung Ukrainian flags （页面存档备份，存于）, 乌克兰真理报 (22 July 2014)
13. ↑  . The Institute for the Study of War. 2022-04-21  [2022-05-09]. （原始内容存档于2022-04-25）.
14. ↑  . reuters.com. 2022-05-08  [2022-05-09]. （原始内容存档于2022-06-13）.